# Ernest II de Souabe
Pour les articles homonymes, voir Ernest II.
Ernest II (né entre 1010 et 1013 - mort en 17 août 1030) fut duc de Souabe de 1015 à 1030. Membre de la maison de Babenberg, son père était Ernest Ier et sa mère Gisèle de Souabe.
Ernest en tant qu'aîné hérita du duché à la mort de son père en 1015. La régence fut assurée par sa mère puis en raison du mariage de celle-ci avec Conrad l'Ancien, par Poppon, l'archevêque de Trèves, son oncle.
En 1024, le mari de Gisèle, Conrad II, qui l'épousa en 1016, fut élu roi des Romains en tant que Conrad II. L'influence que le roi exerçait sur la Souabe ainsi que la rivalité qui opposait les deux hommes à propos de la succession de Rodolphe III empoisonna leurs relations. Gisèle était la nièce du roi, par sa mère Gerberge et son fils comme son mari avaient de légitimes prétentions sur le trône de Bourgogne, puisque vraisemblablement son détenteur allait mourir sans enfant.
En 1025, Ernest âgé d'environ une quinzaine d'années, entra en rébellion contre Conrad. Cependant, il fut battu en 1026 et se rendit. Il participa alors à l'expédition italienne de son beau-père de 1026 à 1027. Une fois en Italie, Conrad renvoya Ernest en Souabe dans le but d'écraser la résistance locale qui était toujours présente. Mais lorsque Ernest arriva, il se joignit à nouveau à la révolte contre le roi. Mais le manque de soutien de l'aristocratie régionale le conduisit une fois de plus à la défaite. Il fut contraint de se rendre et fut emprisonné. Gisèle, prise entre deux feux réussit à obtenir que son fils ne soit pas totalement humilié. Le titre de Dux fut conservé à celui-ci, mais ce fut probablement Gisèle qui assura la direction effective du duché pendant qu'il gisait en prison.
En 1028, le fils de Conrad Henri III fut couronné. À ce moment grâce aux requêtes de son demi-frère Henri et de sa mère, Ernest put être libéré, sans toutefois recouvrir l'intégralité de ses droits. À la Diète d'Empire de la Pâques  1030, Ernest se vit proposer de nouveaux droits uniquement à condition qu'il accepte de sévir contre les ennemis du roi. C'était là son ultime chance. Son refus, motivé probablement par la présence dans l'autre camp de son vieil ami Werner von Kyburg, signa sa déchéance. Le titre de duc lui fut retiré. Peu de temps après s'être retiré en compagnie de son ami, au château de Falkenstein (Schramberg) (de) dans la Forêt-Noire, ils trouvèrent la mort lors d'une bataille contre l'évêque de Constance, le 17 août 1030. Ernest fut enterré dans la Cathédrale de Constance. Le duché de Souabe passa sous la direction de son jeune frère Hermann IV, mineur, dont la régence fut assurée par l'évêque de Constance, Warmann (Warmund) von Dillingen.